# Shirine
Shirine ist eine Oper in zwölf Bildern von Thierry Escaich (Musik) mit einem Libretto von Atiq Rahimi nach dem Epos Chosrau und Schirin des persischen Dichters Nezami aus dem 12. Jahrhundert. Sie wurde am 2. Mai 2022 in der Opéra National de Lyon uraufgeführt.

## Handlung
Prolog. Der „Zauberer“ Nakissâ stellt sich einer Menschenmenge vor. Er befindet sich auf der Suche nach dem „Tal der Unsterblichkeit“ und trifft auf den Märchenerzähler Bârbad, der nach dem „Meer der Ewigkeit“ sucht. Die beiden leiten zur eigentlichen Handlung der Oper über, die von der Liebe des persischen Prinzen Khosrow zu Shirine handelt.
Bild I. Khosrow erzählt seinem Freund, dem Maler Chapour, dass er eine nackte Frau beim Baden beobachtet habe. Sie sei so schön gewesen, dass er nicht mehr wisse, ob sie real oder ein Traumbild war. Chapour teilt ihm mit, dass es sich um Shirine handelt, eine Nichte Chamiras, der unverheirateten Königin von Armenien. Noch keinem ihrer vielen Verehrer sei es gelungen, sie zu für sich zu gewinnen, da ihre Zuneigung ausschließlich ihrem Pferd Chabdiz gelte. Khosrow bittet Chapour, sie ausfindig zu machen und dazu zu bringen, dass sie seine Liebe erwidert.
Bild II. Shirine findet an den Zweigen eines Granatapfelbaums im Garten ihres Palasts ein Gemälde, das einen ihr unbekannten Mann darstellt. Sie ist so fasziniert, dass sie ihre Augen nicht abwenden kann. Der als Bettler verkleidete Chapour gibt sich als Maler des Bildes zu erkennen und erzählt ihr mit überschwänglichen Worten von dem darauf abgebildeten Prinzen Khosrow und dessen Liebe zu ihr. Da Shirine diesen treffen will, rät Chapour ihr, inkognito zum königlichen Palast in Madaïn zu reiten. Ihrer Tante Chamira gegenüber gibt Shirine vor, sie wolle am nächsten Morgen mit ihrem Pferd Chabdiz an der Jagd teilnehmen.
Bild III. Khosrow kann nur noch an die Liebe denken. Das Volk ist wegen seines Verhaltens irritiert. Sein Vater, König Hormoz, verbannt ihn daher vom Hof, obwohl er keinen anderen Erben hat. Khosrow macht sich auf den Weg nach Armenien, wo er Shirine finden will. Diese befindet sich jedoch gerade auf ihrer Reise nach Madaïn. Ihre Wege kreuzen sich, ohne dass es zu einer Begegnung kommt.
Bild IV. In Armenien vertraut Khosrow seinen Schmerz Chamira an. Die informiert ihn darüber, dass sich Shirine gerade im königlichen Frauengemach in Madaïn befinde, wo sein Vater, König Hormoz, ihr einen Palast bauen wolle. Chamira, die Gefühle für Khosrow entwickelt hat, bietet ihm ihren Thron und ihre Liebe an. Da erscheint Chapour und berichtet vom Tod seines Vaters. Khosrow muss unverzüglich zurückkehren, um seine Nachfolge als König Persiens anzutreten. Da er noch nicht offiziell begnadigt wurde, verspricht Chamira ihm ihre Unterstützung, seine Ansprüche durchzusetzen. Khosrows Gedanken gelten jedoch nur Shirine. Chamira sendet eine Botin nach Madaïn, um sie zurückzurufen. Erneut überschneiden sich die Wege Shirines und Khosrows ohne ein Zusammentreffen.
Bild V. Chamira rät Shirine, sich Khosrow gegenüber zurückzuhalten. Ihre Beständigkeit und ihr guter Ruf würden dann dafür sorgen, dass er auf königliche Weise um ihre Hand anhalten werde, und sie hätte eine viel bessere Position in der Ehe. Ein Bote bringt die Nachricht, dass der Usurpator Bahrâm die Herrschaft in Persien an sich gerissen habe. Khosrow sei geflohen und werde in Kürze in Armenien eintreffen, um bei Chamira Schutz zu suchen. Obwohl Chamira  weiß, dass sein Herz Shirine gehört, bereitet sie einen prachtvollen Empfang vor.
Bild VI. Endlich begegnen sich die beiden Liebenden persönlich. Sie tanzen bis Sonnenuntergang. Chamira hat sich bereits zurückgezogen, als der angetrunkene Khosrow versucht, Shirine zu umarmen. Sie weist ihn jedoch zurück und erklärt, dass er erst sein Reich zurückgewinnen müsse, bevor er ehrenvoll um sie werben könne. Fest entschlossen macht Khosrow sich auf den Weg. Die beiden Erzähler berichten von seiner Abreise nach Konstantinopel, wo er um die Unterstützung des byzantinischen Kaisers wirbt. Um das Bündnis zu besiegeln, heiratet Khosrow dessen Tochter Maryam. Shirine erhält unterdessen von ihrer sterbenden Tante den Schlüssel zu den Schätzen Armeniens, dessen Herrscherin sie nun ist.
Bild VII. Um Shirine seine Kondolenz auszudrücken, schickt Khosrow den Maler Chapour nach Armenien. Shirine trauert in doppelter Hinsicht – um ihre Tante und um ihre verlorene Liebe. Chapour versichert ihr, dass Khosrows Gefühle für sie unverändert seien. Da er sie aber mit Rücksicht auf Maryam verbergen müsse, bitte er sie, verschleiert und ohne Gefolge zu ihm zu reisen, damit sie sich im Geheimen treffen können. Empört über diese Anmaßung befiehlt Shirine Chapour, seinem Herrn auszurichten, dass sie ihn niemals wiedersehen wolle. Chapour versteht ihren Zorn. Er beschließt, in Armenien zu bleiben und ihr als Freund und Ratgeber beizustehen. Da sie aus Kummer das Reich vernachlässigt, vertrocknen ihre Länder. Auf Drängen des hungernden Volks lässt Chapour den berühmten Architekten Farhâd kommen, der eine Milchleitung von den fernen Hochebenen bis in den Palast bauen soll.
Bild VIII. Shirine besucht den in den Bergen von Bisotun arbeitenden Farhâd und verliebt sich in ihn. Sie gibt ihm Juwelen und bittet ihn, sie zu dem Milchsee zu bringen, den er in den Bergen angelegt hat. Dort kommt es zu einer Liebesnacht. Nachdem sie gegangen ist, prägt Farhâd ihr Abbild in die Steine ein. Der eifersüchtige Khosrow reist nach Bisotun, um Farhâd nach seiner Beziehung zu Shirine zu befragen. Als er erkennt, wie groß dessen Liebe tatsächlich ist, lässt er ihm eine falsche Nachricht über ihren Tod zukommen. Farhâd begeht aus Verzweiflung Selbstmord.
Bild IX. Khosrow übersendet Shirine ein Beileidsschreiben, das sie zutiefst empört. Der Bote informiert sie darüber, dass Khosrows Frau Maryam im Sterben liege. Shirine glaubt, dass Khosrows Liebe zu ihr daran schuld ist.
Bild X. Khosrows und Maryams Sohn Chiroya schwört am Sarg seiner Mutter Rache. Niemals soll eine andere Königin ihren Platz einnehmen. Nakissâ verliest einen mehrdeutigen Kondolenzbrief Shirines, den Chiroya wütend zerreißt. Es kommt zum Streit zwischen ihm und Khosrow, der seinen Sohn schließlich aus dem Palast wirft.
Bild XI. Shirine und Khosrow treffen sich am Fuß des Berges Bisotun zu Versöhnungsgesprächen. Die beiden Erzähler tragen ihre Worte stellvertretend für die beiden Liebenden vor. Sie erkennen, dass sie nicht ohne einander leben können. Chiroya beobachtet die Szene. Er kann den Wechsel zwischen Liebe und Hass nicht verstehen.
Bild XII. Khosrow äußert sich Shirine gegenüber besorgt über seinen Sohn, dessen Charakter er fürchtet. Er weiß nicht, dass Chiroya das Gespräch hinter einem Vorhang belauscht. Shirine verspricht Khosrow, mit Chiroya zu sprechen und ihn zu versöhnen. Sie zieht sich zurück. Chiroya dringt in das Zimmer ein und ermordet seinen Vater. Shirine erklärt sich bereit, ihm, dem neuen König Persiens, ihr Königreich zu überlassen. Chiroya, der sich sie verliebt hat, verspricht jedoch, sie weiterhin als Königin im Amt zu lassen. Shirine geht scheinbar darauf ein. Sie bittet nur darum, sich von Khosrows Leichnam verabschieden zu dürfen. Während der letzten Umarmung erdolcht sie sich mit Chiroyas Schwert.
Epilog. Chiroya, die Erzähler und der Chor bedecken die umschlungenen Körper der beiden mit einem weißen Tuch. Sie sind nun zu unsterblichen Liebenden geworden.

## Gestaltung

### Orchester
Die Orchesterbesetzung der Oper umfasst die folgenden Instrumente:
- Holzbläser: zwei Flöten, zwei Oboen, zwei Klarinetten, zwei Fagotte
- Blechbläser: vier Hörner, zwei Trompeten, drei Posaunen, Tuba
- Pauken, Schlagzeug (zwei Spieler)
- Klavier, Celesta
- Harfe
- Kanun, Duduk, Blul
- Streicher

### Musik
Escaich verwendet in dieser Oper eine sorgfältig ausgearbeitete vokale Stimmführung. Schon die Melismen der beiden Erzähler zu Beginn der Oper greifen die Schwingungen des Orchesters auf und verlängern sie. Melismen kennzeichnen auch das märchenhafte Wesen der Titelfigur Shirine. Ihre Stimme wird von traditionellen orientalischen Instrumenten begleitet. Die Vokalführung des manipulativen Malers Chapour zeichnet sich durch große Variabilität aus, die auch gesprochenen Text und Sprechgesang beinhaltet. Dem Chor ist eine wichtige Rolle zugewiesen. Zusammen mit den beiden Erzählen beobachtet er die Handlung und kommentiert sie ähnlich wie der Chor der antiken Tragödie. Das Orchester hält sich meist im Hintergrund, ohne die Sänger zu verdecken. Die orchestrale Farbgebung wechselt ständig. Eingemischte Mikrotöne erzeugen eine orientalische Atmosphäre.

## Werkgeschichte
Shirine ist nach Claude die zweite Oper des französischen Komponisten und Organisten Thierry Escaich. Sie entstand 2020 wie das Vorgängerwerk im Auftrag der Opéra National de Lyon. Das Libretto verfasste der französisch-afghanische Schriftsteller Atiq Rahimi. Der Stoff ist einem der bedeutendsten persischen Epen, Chosrau und Schirin des persischen Dichters Nezami aus dem 12. Jahrhundert, entnommen. Die Geschichte einer unmöglichen Liebe, die sich erst im Tod erfüllt, wurde mit Romeo und Julia oder Tristan und Isolde verglichen.
Die Uraufführung war ursprünglich für den 2. Mai 2020 angekündigt. Sie musste aber aufgrund der Maßnahmen gegen die COVID-19-Pandemie verschoben werden und fand erst am 2. Mai 2022 statt (wenige Wochen zuvor hatte Escaichs eigentlich dritte Oper Point-d’Orgue am Théâtre des Champs-Élysées Premiere). Franck Ollu leitete Orchester und Chor der Opéra National de Lyon. Regie führte Richard Brunel. Die Bühne stammte von Etienne Pluss, die Kostüme von Wojciech Dziedzic, das Lichtdesign von Henning Streck, die Videos von Yann Philippe und die Choreografie von Hervé Chaussard. Es sangen Jeanne Gérard (Shirine), Julien Behr (Khosrow), Jean-Sébastien Bou (Chapour), Stephen Mills (Chiroya), Majdouline Zerari (Chamira), Théophile Alexandre (Nakissâ), Laurent Alvaro (Bârbad) und Florent Karrer (Farhâd).
Die Aufführung war ausverkauft mit einem zu großen Teilen jungen Publikum. Es gab „großen tosenden Applaus“. Zu Beginn der Oper zeigte die Inszenierung sieben Frauen mit vernähten Mündern – ein Symbol für die „unterdrückten Stimmen der Frauen im islamischen Kulturkreis“. Die Titelfigur Shirine wurde als eines der frühesten Beispiele einer „freien Frau“ dargestellt.
Die Kritik fiel gemischt aus. Der Kulturjournalist Jörn Florian Fuchs beispielsweise schrieb in der Neuen Musikzeitung und in der Opernwelt: „Man folgt allem durchaus gerne, es gibt schöne Schauwerte mittels häufig wechselnder, leicht übernaturalistischer Settings […], aber die szenischen und musikalischen Funken fehlen. […] Alles klingt irgendwie richtig und passend zu den jeweiligen Situationen, allein es fehlen Momente von Transzendenz, vom Ausbrechen oder Überschreiten (s)einer gemäßigten Tonsprache.“

## Aufnahmen
- 10. Mai 2022 – Franck Ollu (Dirigent), Richard Brunel (Regie), Etienne Pluss (Bühne), Wojciech Dziedzic (Kostüme), Henning Streck (Licht), Yann Philippe (Videos), Hervé Chaussard (Choreografie), Orchester und Chor der Opéra National de Lyon.
 Jeanne Gérard (Shirine), Julien Behr (Khosrow), Jean-Sébastien Bou (Chapour), Stephen Mills (Chiroya), Majdouline Zerari (Chamira), Théophile Alexandre (Nakissâ), Laurent Alvaro (Bârbad), Florent Karrer (Farhâd).
 Video; Mitschnitt der Uraufführungsproduktion; live aus der Opéra National de Lyon.
 Videoübertragung auf Mezzo TV, Videostream bei Medici.tv.[2][5]